# مقشرة
المقشرة هي اداة تستخدم لتقشير الخضر والفواكه. وتتكون من مقبض ذو شفرتين حادتين لإزالة القشر عن الخضر كالبطاطا والجزرـ وعن الفاكهة كالتفاح والإجاص

## معرض صور

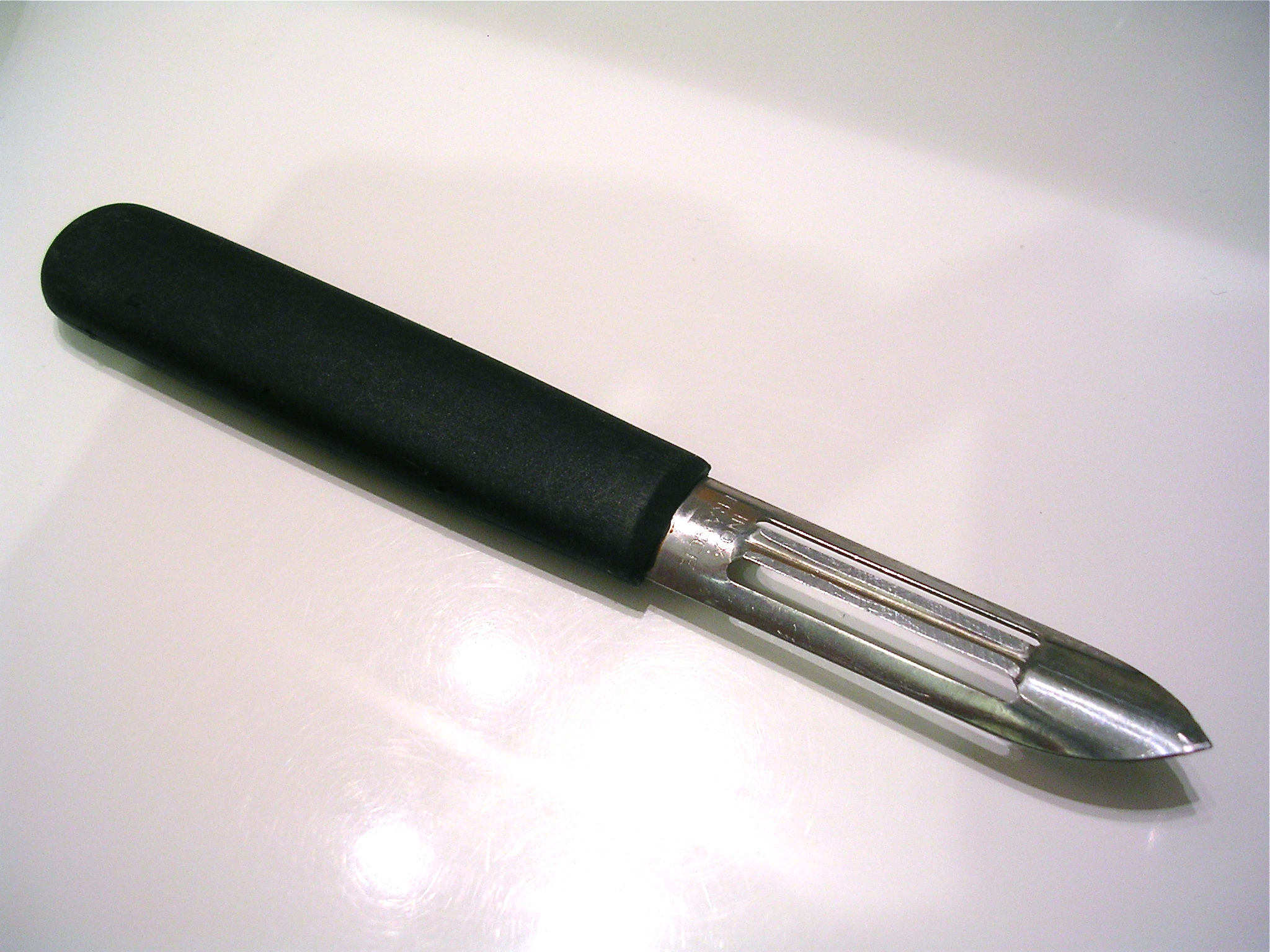
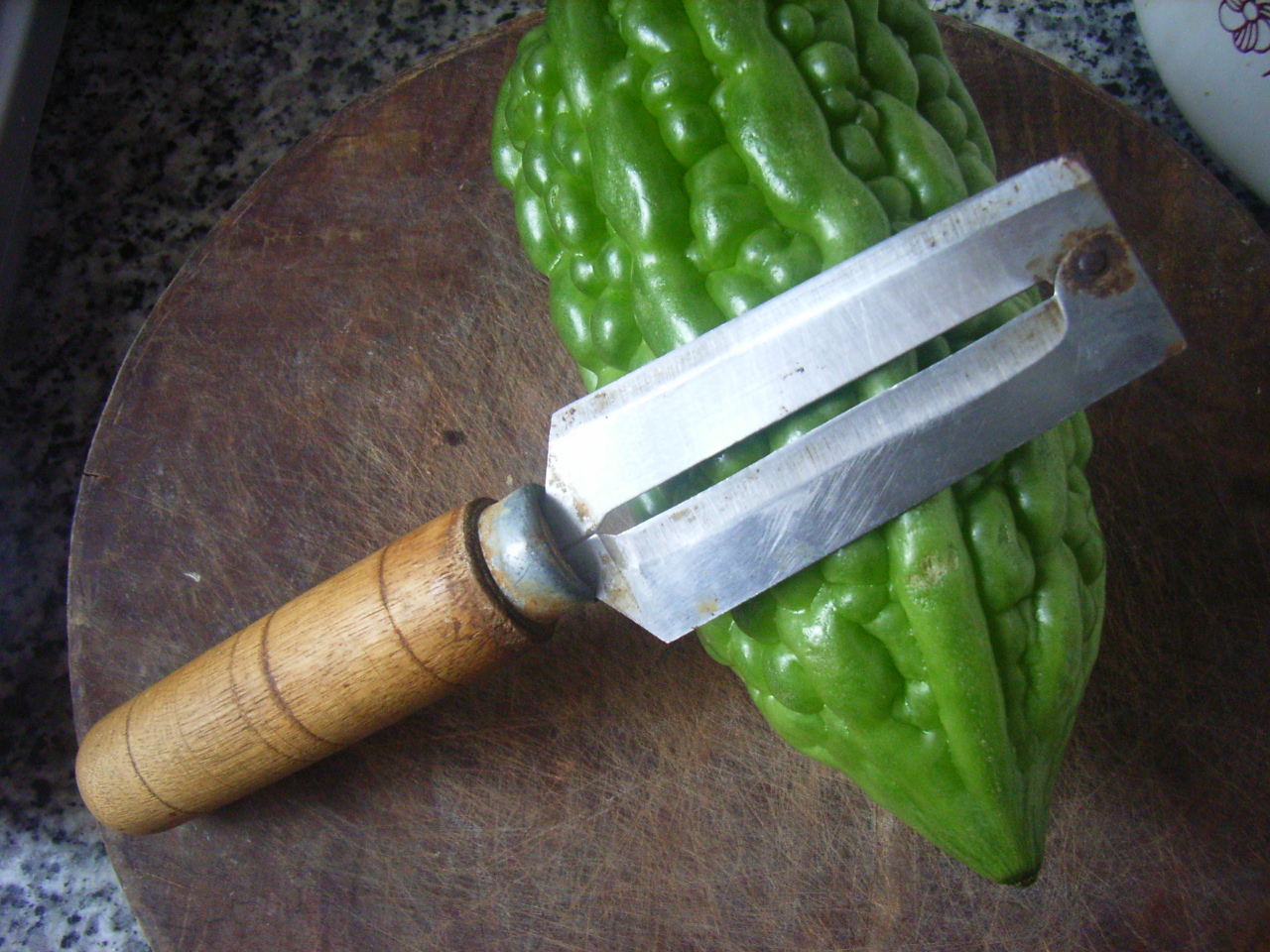
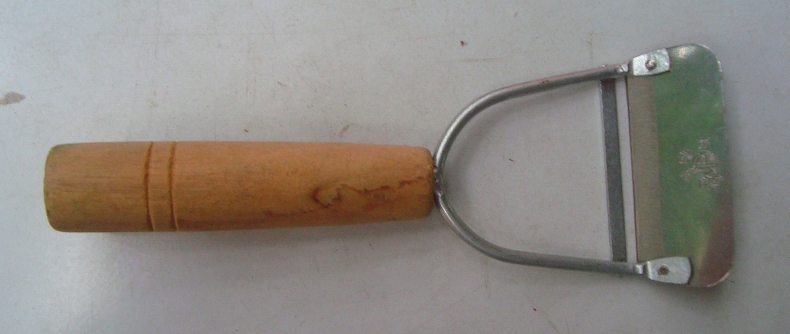
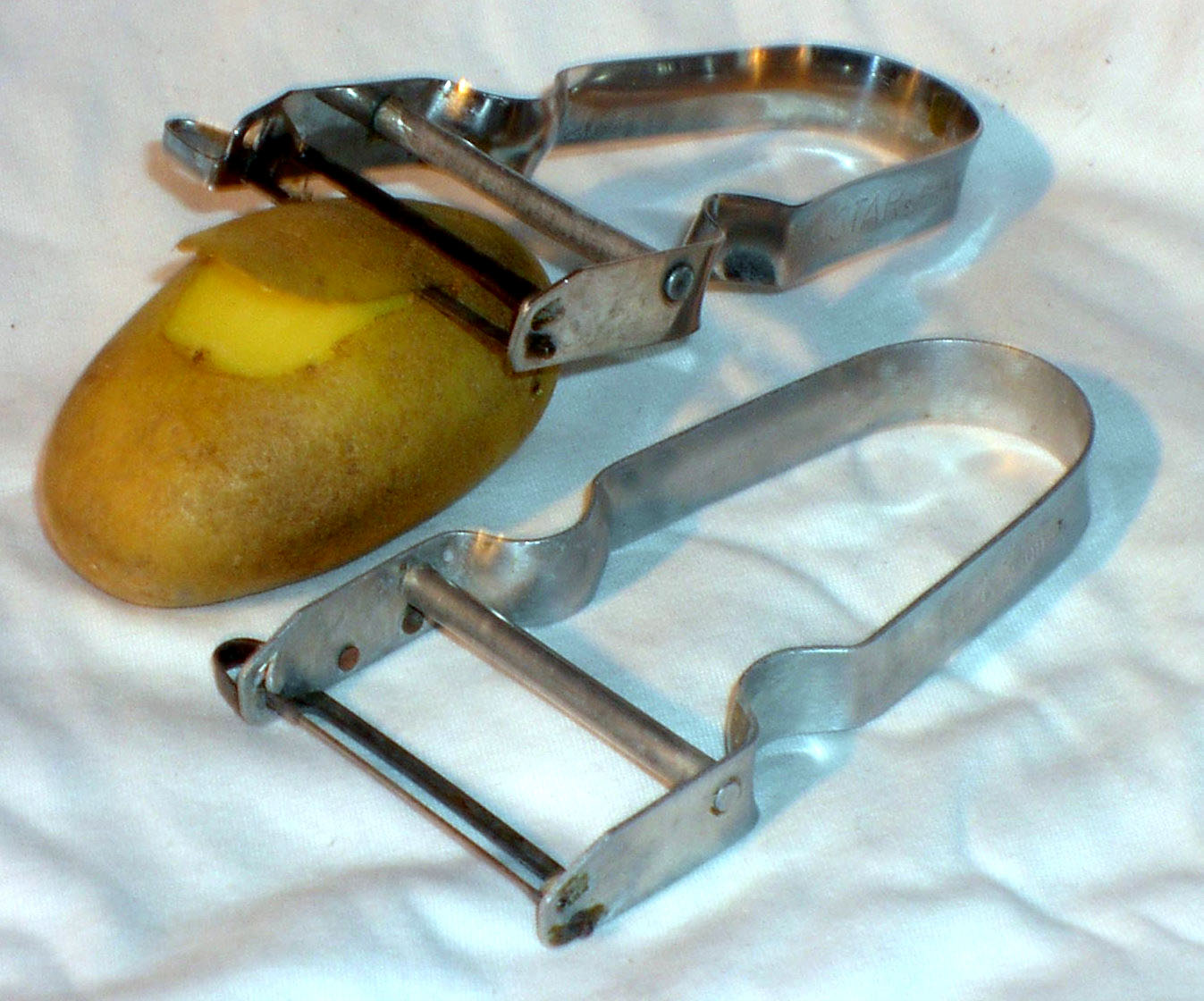
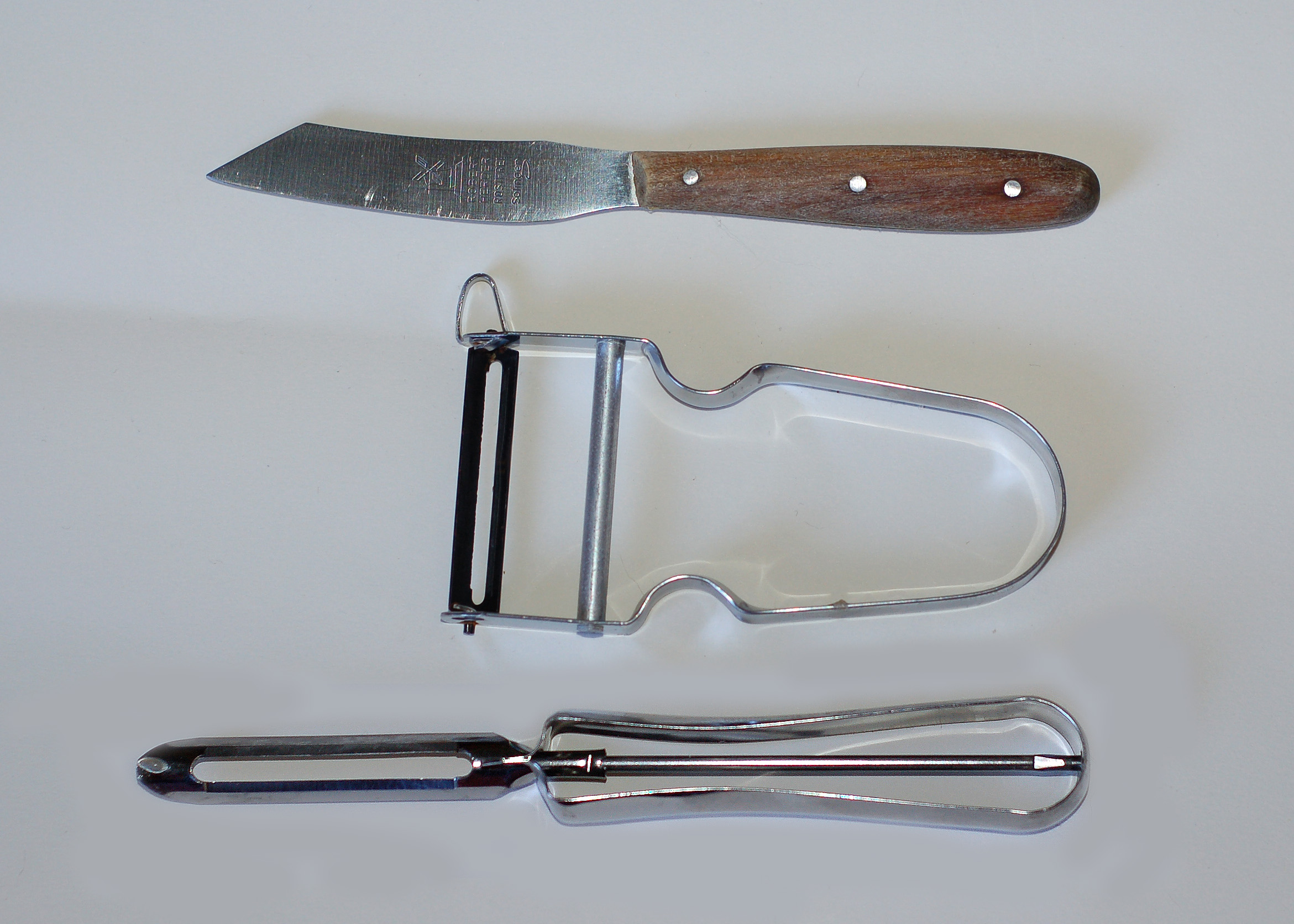